# Harappské písmo

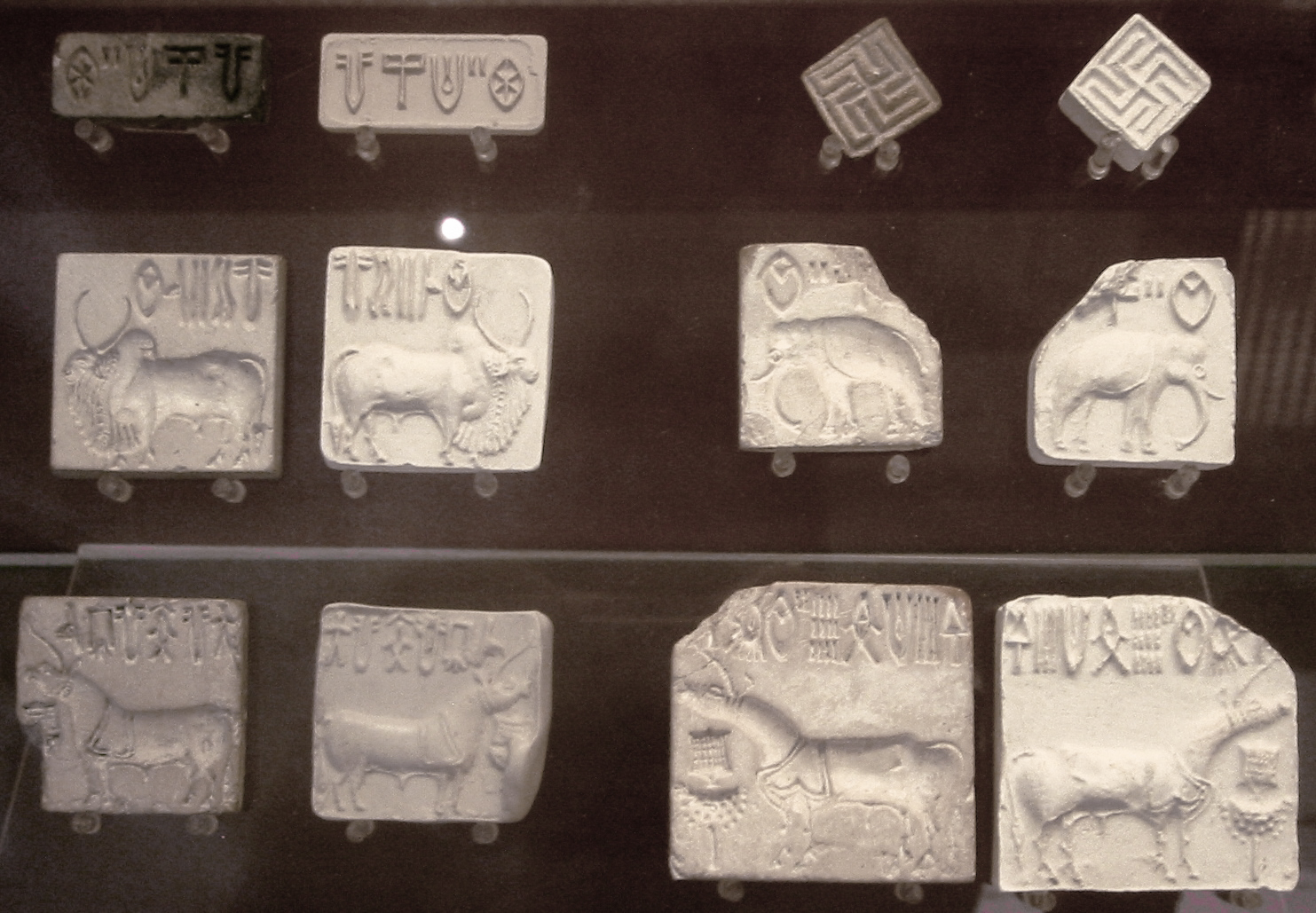
Sbírka pečetidel s nápisy v harappském písmu.

Jako harappské písmo se označují krátké řetězce jednoduchých symbolů, které byly užívány harappskou kulturou v době někdy mezi 26. až 20. stoletím př. n. l. Navzdory mnohým pokusům zůstává toto písmo dosud nerozluštěno. Není známo, v jakém jazyce jsou jednotlivé nápisy psané, badatelé se ani neshodnou, zda se skutečně jedná o písmo, či zda jde o symbolický systém nejazykové povahy.
V minulosti někteří vědci jako Alexander Cunningham považovali harappské nápisy za archetyp písma bráhmí. S tímto postojem však dnes většina vědců nesouhlasí a bráhmí, v němž jsou psány nápisy krále Ašóky, dnes odvozuje z písma aramejského.

## Charakteristika

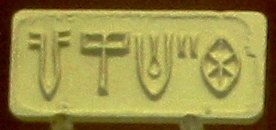
Typická ukázka tabulky o pěti symbolech.

Z dob Harappanů se dochovaly četné nápisy. Zda jde však vůbec o písmo, nebylo dosud prokázáno. Symboly se nacházejí především na malých pečetidlech, jejichž rozměry se pohybují okolo 4×4 cm, 5×5 cm atd. Často jsou jejich plochy rozděleny na horní a dolní část, přičemž dolní část zabírá obrázek zvířete a horní obsahuje znaky. Přes dlouholeté úsilí badatelů interpretovat systém jako písmo zůstávají nálezy nerozluštěny. Různí badatele uvažují o různém počtu samostatných znaků podle toho, co považují za znaky odlišné a co za pouhé varianty. Nejčastěji se uvažuje o přibližně čtyřech stovkách jedinečných symbolů.
Pokud o písmo skutečně šlo, analýzy ukazují, že by mohlo být logosylabického charakteru (znak vždy zastupuje slovo). Směr zápisu byl zprava doleva, v občasných případech se na další řádce měnil (bustrofédon).

## Luštění
Práci badatelům ztěžuje fakt, že není vyjasněn původ ani jazyk Harappanů a tím ani jejich přiřazení k některé z jazykových rodin. Dosud bylo publikováno přes 50 odborných studií, jejichž cílem bylo rozluštění harappského symbolického systému. Tyto práce se často opírají o snahu prokázat, že zachycoval nějaký drávidský či indoevropský jazyk. Zejména indičtí nacionálně orientovaní badatelé se snaží doložit souvislost buďto se sanskrtem, nebo s tamilštinou.
Objevily se dokonce pokusy dokázat příbuznost symbolů s egyptskými či mínojskými hieroglyfy, značkami na etruské keramice, symboly nalezenými na Buddhových chodidlech z Malediv či dokonce znaky rongorongo z Velikonočního ostrova nebo glyfy ze střední Ameriky. O luštění harappského „písma“ se pokusil i český badatel Bedřich Hrozný, který je znám především coby rozluštitel chetitštiny. Případné dešifrování navíc ztěžuje okolnost, že badatelům schází jakýkoliv dvojjazyčný nápis, a že na pečetidlech by mohly být pouze praktické informace, jako je jméno vlastníka či cílové město, kam se pečetidla dopravovala spolu se zbožím.
V roce 2004 byla americkými vědci uveřejněna teorie, podle které znaky nalezené na pečetidlech a dalších předmětech Harappanů nejsou žádným druhem písma, ale jedná se o symboly náboženského, politického či jiného, společenského charakteru. Tento závěr vyvodili především na základě těchto skutečností:
- Extrémní krátkost
  - Jednotlivé „nápisy“ jsou často velmi krátké (průměrně 4,5 znaku na nápis) a frekvence opakování jednotlivých znaků je relativně dosti nízká.[3]
  - Ty nejdelší „texty“ se stěží vyrovnají nejkratším dochovaným nápisům skutečných písem.
- Absence dokladů písařství
  - Nebyly nalezeny žádné písařské pomůcky, které u skutečných písem vždy nacházíme.
  - Nebyla nalezena ani žádná vyobrazení takovýchto pomůcek, která vždy nacházíme.
  - Nebyla nalezena ani žádná vyobrazení písařů, která rovněž u skutečných písem nacházíme.
  - Za 600 let nedoznaly symboly v podstatě žádného vývoje, což je také typické pro skutečná písma, jejichž uživatelé časem nutně inklinují ke zjednodušování písařských praktik.
  - I písma, v nichž se z důvodu nízké trvanlivosti média (např. papyru, pergamenu či palmových listů) dochovalo velmi malé množství nápisů, jsou vždy doložena relativně dlouhými texty na materiálech trvanlivých, tj. zejména kameni a keramice.
- Frekvenční analýzy nesouhlasí ani s indoárskou, drávidskou, ale ani mundskou hypotézou. Pokud by šlo o písmo, muselo by zachycovat nám zcela neznámý jazyk.